# 2016 في نيوزيلندا
فيما يلي قوائم الأحداث التي وقعت خلال عام 2016 في نيوزيلندا.

## أحداث
- 13 نوفمبر – زلزال كايكورا 2016

## سياسة

### انتهاء فترة المنصب
- 12 ديسمبر – بيل إنجليش وزير المالية [الإنجليزية]‏.

## أفلام
من الأفلام التي صدرت هذه السنة في نيوزيلندا:
- 22 يناير – مطاردة المتوحشين من إخراج تايكا وايتيتي.

## وفيات

### يناير
- 23 يناير – باري بريكل (مواليد 1935) خزاف نيوزيلندي.

### مارس
- 3 مارس – مارتن كرو (مواليد 1962) لاعب كركيت نيوزيلندي.[1]

### أغسطس
- 3 أغسطس – كريس أمون (مواليد 1943) سائق سيارة سباق نيوزيلندي.[2]

### أكتوبر
- 14 أكتوبر – هيلين كيلي (مواليد 1964)